# Magnentius compactus
Magnentius compactus är en insektsart som beskrevs av Rauno E. Linnavuori 1978. Magnentius compactus ingår i släktet Magnentius och familjen dvärgstritar. Inga underarter finns listade i Catalogue of Life.